# 망석중
망석중은 고려시대부터 행했던 사월초파일 관등놀이 망석중놀이에 등장하는 인형으로, 몸통을 높이 세우고 팔, 다리를 꿰어 아래에서 줄을 당겨 움직이는 인형이다.
'망석중'이란 이름은 여러 가지 풀이가 있는데, '조선연극사'를 지은 '김재철'은, 만석중이 거대한 인형인 까닭에 ‘넓고 커다란 중’이라는 뜻으로 ‘만석曼碩’이라 지었다는 이론을 폈고, 재를 지내면서 공양물을 만 석이나 거두고, 황진이의 유혹에 넘어가기도 한 지족선사를 ‘만석萬石’이라 부르며 그를 풍자하기 위해서 만석중놀이를 하게 되었다는 불교 기원 설화에서 비롯되었다는 주장도 있다. 그 밖에도 한자 어원을 '曼石'으로 보는 이도 있다.

## 같이 보기
- 인형극
- 망석중놀이
- 줄인형